# 1976年モントリオールオリンピックのフィンランド選手団
1976年モントリオールオリンピックのフィンランド選手団（1976ねんモントリオールオリンピックのフィンランドせんしゅだん）は、1976年7月17日から8月1日にかけてカナダのモントリオールで開催された1976年モントリオールオリンピックのフィンランド選手団、およびその競技結果。

## 概要
今大会は金メダル4個、銀メダル2個の合計6個のメダルを獲得した。

## メダル
| メダル | 選手名                 | 競技       | 種目               |
| ------ | ---------------------- | ---------- | ------------------ |
| 金     | ラッセ・ビレン         | 陸上       | 男子5000m          |
| 金     | ラッセ・ビレン         | 陸上       | 男子10000m         |
| 金     | ヨルダンカ・ブラゴエワ | ボート     | 男子シングルスカル |
| 金     | ペルティ・ウッコラ     | レスリング | 男子57kg級         |
| 銀     | アンティ・カリオマキ   | 陸上       | 男子棒高跳         |
| 銀     | ハンヌ・シートネン     | 陸上       | 男子やり投         |